# Il segno di Zorro (film 1963)
Il segno di Zorro è un film del 1963, diretto da Mario Caiano.

## Trama
Il generale Gutierrez, governatore malvagio del Messico, impone tasse al popolo e lo terrorizza con i suoi sgherri. Il giovane Ramon Martiney, scopre che l'assassino di suo padre per motivi d'interesse è lo stesso Gutierrez, si schiera con il nome di Zorro al fianco dei congiurati, e riesce a riportare pace e libertà nel Paese. Infine rientra in possesso del nome e delle ricchezze del padre.

## Produzione
Il film è stato girato per la parte italiana in Puglia nei comuni di Turi e Casamassima e a Roma. La distribuzione è della Titanus.